# Годеч
Годеч (болг. Годеч) — город в Болгарии. Находится в Софийской области, входит в общину Годеч. Население составляет 4193 человека (2022).

## Политическая ситуация
Кмет (мэр) общины Годеч — Владимир Аспарухов Александров Болгарская социалистическая партия (БСП) по результатам выборов.